# Alfons Gelabert Buxó
Pere Joan Alfons Gelabert Buxó (Perpinyà, Rosselló, 19 de desembre de 1828 - Girona, Gironès, 1897).
Alfons fou un pintor deixeble de Thomas Couture a París. Des de ben jove va col·laborar en revistes espanyoles i europees com a corresponsal de guerra. També fou professor de dibuix a Girona, president de l'Associació per al Foment de les Belles Arts i fundador i director de l'Ateneu Gironí. Regidor de l'ajuntament i cònsol de França des del 1885 al 1897.
Les obres d'Alfons Gelabert que trobem al Museu Provincial de Girona són:
- Plaça de Sant Marc de Venècia.
- Novici caputxí en estudi.
- Tipus del país.